# 钝叶折柄茶
钝叶折柄茶（学名：Hartia obovata），为山茶科折柄茶属下的一个植物种。